# Pehart Tec
Pehart Tec este o companie producătoare de articole din hârtie tissue din Petrești, județul Alba.
Pehart Tec face parte din MG-Tec Grup din Dej care numără 13 companii cu profile preponderent productive.
Cifra de afaceri:
- 2008: 21,7 milioane euro [2]
- 2007: 14,3 milioane euro [2][3]
- 2006: 7,3 milioane euro [2][3]